# NGC 7579
NGC 7579 في الفهرس العام الجديد، هي مجرة، تقع في كوكبة الفرس الأعظم. اكتشفت في 5 أكتوبر 1864 بواسطة ألبرت مارث.

## روابط خارجية
- NGC 7579 على موقع ويكي سكاي: DSS2, SDSS, GALEX, IRAS, Hydrogen α, X-Ray, Astrophoto, Sky Map, Articles and images